# Charles Hucker
Charles O. Hucker (21 de junho de 1919 - 18 de novembro de 1994) foi um professor de língua chinesa e história na Universidade de Michigan. Ele foi considerado um dos principais historiadores da China da dinastia Ming e uma figura proeminente na promoção de programas acadêmicos em Estudos Asiáticos durante as décadas de 1950 e 1960.

## Biografia

### Antes da academia
Nascido em St. Louis, Hucker formou-se na Universidade do Texas, conquistando altas honrarias apesar de trabalhar em tempo integral na biblioteca da universidade. Após se casar com Myrl Henderson em 1943, Hucker serviu nas Forças Aéreas do Exército dos Estados Unidos nos dois últimos anos da Segunda Guerra Mundial, onde alcançou o posto de major e recebeu a Medalha Estrela de Bronze. Suas principais responsabilidades eram como oficial histórico do Comando de Caças V da Quinta Força Aérea, onde afirmou ter compilado uma história classificada em três volumes sobre aeronaves e sistemas de alerta usados na guerra.

### Carreira acadêmica
Ele completou um Ph.D. em língua chinesa na Universidade de Chicago em 1950, e lecionou lá, na Universidade do Arizona, e depois na Universidade de Oakland antes de ingressar na Universidade de Michigan em 1965, onde foi presidente do Departamento de Línguas e Literaturas do Extremo Oriente. Ao longo de sua carreira acadêmica, Hucker foi um membro ativo de muitas associações profissionais: ele foi bolsista da Fundação Rockefeller, bolsista sênior do Fundo Nacional Para as Humanidades, e um consultor frequente do Departamento de Educação dos EUA, fundações e várias faculdades e universidades. Durante as décadas de 1950 e 1960, ele se tornou um dos principais promotores de programas acadêmicos em Estudos Asiáticos nos Estados Unidos.
Hucker recebeu um doutorado honorário em humanidades da Universidade de Oakland em 1974, e em 1979 esteve entre um pequeno número de estudiosos americanos de história chinesa que visitaram centros acadêmicos na China sob os auspícios conjuntos da Academia Nacional de Ciências dos Estados Unidos e da Academia Chinesa de Ciências Sociais.

### Especialista na dinastia Ming
O tema da dissertação de doutorado de Hucker havia sido a censura da dinastia Ming, que ele revisou e expandiu para publicação separada em 1966 como O Sistema de Censura da China Ming. Em 2021, o livro foi publicado em tradução chinesa. Hucker viu a censura como um terceiro ramo do governo, em pé de igualdade com as burocracias civil e militar, mais vinculado à ortodoxia confucionista tradicional do estado do que a qualquer outro componente do aparato estatal. Ele presidiu o Comitê para o Projeto de Dicionário Biográfico Ming até a publicação em 1976 de sua obra-alvo, o Dicionário de Biografias Ming, uma obra de referência em dois volumes em inglês, para a qual também contribuiu com doze biografias.
Hucker também foi autor de O Passado Imperial da China, uma história da China Imperial destinada a leitores em geral. Ele foi colaborador da Enciclopédia Americana, Encyclopædia Britannica - onde foi o principal colaborador dos artigos sobre "China" e "Yongle" - e The Cambridge History of China, para a qual ele escreveu o capítulo "Governo Ming" para o volume oito da série, publicado após sua morte. Seu China até 1850: Uma Breve História, publicado em 1975, foi amplamente utilizado como texto universitário.

### Dicionário de Títulos Oficiais na China Imperial
Em 1985, após quase uma década de desenvolvimento, o Dicionário de Títulos Oficiais na China Imperial de Hucker foi publicado. Considerado o guia mais abrangente para o governo chinês tradicional em língua ocidental, ele traduziu e descreveu os papéis de cada título oficial encontrado nos textos históricos da China Imperial, desde os escritórios lendários registrados nos Ritos de Zhou até meados da dinastia Qing. Uma vez que os deveres de um cargo evoluíam mais rapidamente do que seus títulos mudavam, isso envolvia múltiplas definições para muitas entradas, que somavam mais de 8.000.:144 Títulos não oficiais, como comandos militares personalizados ou feudos sem terras, não foram incluídos.
O dicionário foi elaborado por Hucker em seu computador pessoal, sem assistência da editora, um processo incomum e tedioso para a época.:1060 Vários especialistas notáveis no campo escreveram resenhas do livro para revistas acadêmicas, incluindo Michael Loewe, Beatrice Bartlett, Edwin Pulleyblank, e Hans Bielenstein. Os revisores elogiaram universalmente o escopo do dicionário e a ambição do projeto de Hucker. Especialistas de períodos notaram o quão útil o livro era para delinear os desenvolvimentos burocráticos ao longo da história, mas afirmaram que continha imprecisões em relação ao seu próprio período de especialização. Especialistas na dinastia Han e na dinastia Qing foram os mais críticos, já que obras publicadas sobre a estrutura governamental e definições com traduções dos escritórios governamentais da época já estavam disponíveis e eram mais completas. No entanto, até o revisor mais crítico, Hans Bielenstein, que havia publicado uma obra semelhante sobre o governo da dinastia Han e a tradução de títulos da dinastia Han cinco anos antes, afirmou que o dicionário seria um recurso inestimável para pesquisadores por muitos anos.:618

### Aposentadoria e morte
No momento de sua aposentadoria da Universidade de Michigan em 1983, Hucker era considerado um dos principais historiadores da China imperial. Em sua homenagem, a universidade instituiu a cátedra Charles O. Hucker de Estudos Budistas no Departamento de Línguas e Culturas Asiáticas, com Luis O. Gómez nomeado como o primeiro professor titular em 1986.
Na aposentadoria, Hucker e sua esposa Myrl moraram em Tucson, Arizona, onde fizeram trabalho voluntário em escolas e hospitais. Hucker também escreveu peças teatrais e contos, vários dos quais foram publicados ou produzidos. Hucker faleceu em 14 de novembro de 1994, em Odessa, Texas, aos 75 anos de idade. Para homenagear seu legado acadêmico, o Departamento de Estudos Asiáticos da Universidade de Michigan instituiu um prêmio em dinheiro, o Prêmio de Redação de Graduação Charles e Myrl Hucker, a ser concedido anualmente a um estudante do departamento.